# Établissements d'enseignement supérieur de l'Uttar Pradesh

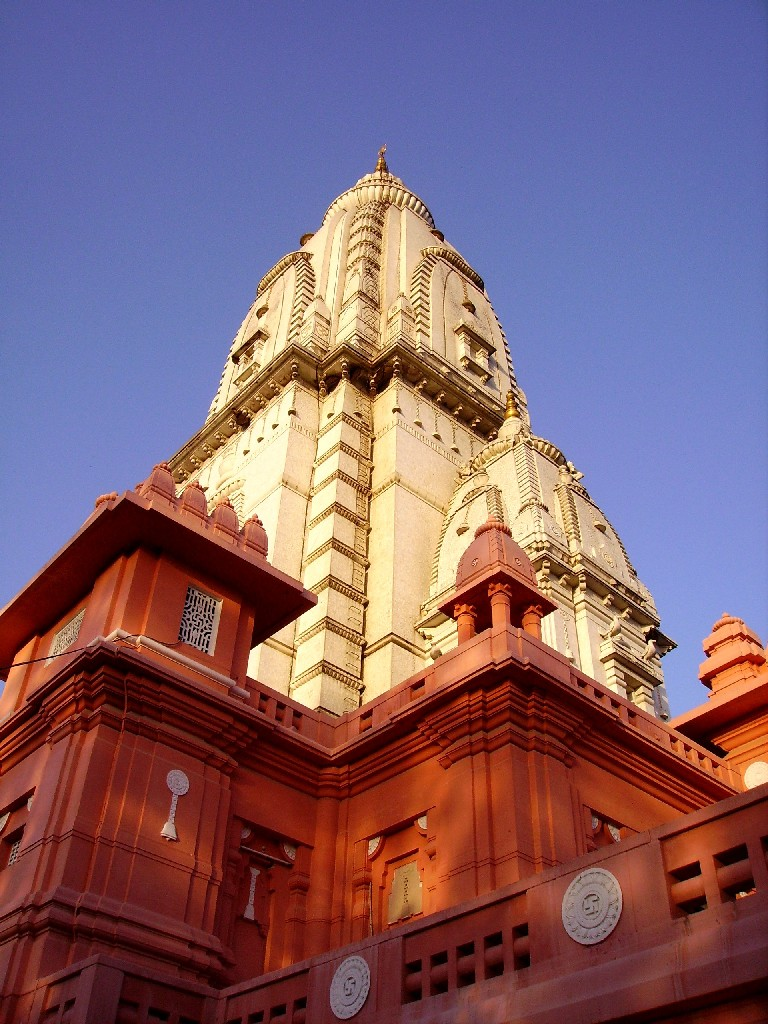
L'université hindoue de Bénarès.

La liste non exhaustive des établissements d’enseignement supérieur dans l'état de l'Uttar Pradesh en Inde.

## Répartition par type
L'Uttar Pradesh a 53 universités.
| Type                  | Nombre |
| --------------------- | ------ |
| Universités Centrales | 4      |
| Universités d'État    | 23     |
| Université privée     | 16     |
| Reconnu               | 10     |
| Total                 | 53     |

## Les universités en Uttar Pradesh
| Université                                                         | Lieu            | Type     | fondation | Références |
| ------------------------------------------------------------------ | --------------- | -------- | --------- | ---------- |
| Aligarh Muslim University                                          | Aligarh         | Centrale | 1875      | [ 2 ]      |
| Allahabad University                                               | Allahabad       | Centrale | 1876      | ,          |
| Université Babasaheb Bhimrao Ambedkar                              | Lucknow         | Centrale | 1996      | [ 5 ]      |
| Université hindoue de Bénarès                                      | Varanasi        | Centrale | 1916      | ,.         |
| Bundelkhand University                                             | Jhansi          | d'État   | 1975      | [ 8 ]      |
| Institut supérieur de médecine Sanjay Gandhi                       | Lucknow         | d'État   | 1983      | [ 9 ]      |
| Chandra Shekhar Azad University of Agriculture & Technology        | Kanpur          | d'État   | 1974      | [ 10 ]     |
| Chaudhary Charan Singh University                                  | Meerut          | d'État   | 1965      | [ 11 ]     |
| King George's Medical University                                   | Lucknow         | d'État   | 2004      | [ 12 ]     |
| Chhatrapati Shahu Ji Maharaj University                            | Kanpur          | d'État   | 1966      | [ 13 ]     |
| Deen Dayal Upadhyay Gorakhpur University                           | Gorakhpur       | d'État   | 1957      | [ 14 ]     |
| Dr B. R. Ambedkar University                                       | Agra            | d'État   | 1927      | [ 15 ]     |
| Dr. Ram Manohar Lohia Avadh University                             | Faizabad        | d'État   | 1975      | [ 16 ]     |
| Dr. Ram Manohar Lohia National Law University                      | Lucknow         | d'État   | 2005      | [ 17 ]     |
| Dr. Shakuntala Misra Rehabilitation University                     | Lucknow         | d'État   | 2008      | [ 18 ]     |
| Gautam Buddh Technical University                                  | Lucknow         | d'État   | 2001      | [ 19 ]     |
| Université Gautam Buddha                                           | Greater Noida   | d'État   | 2002      | [ 20 ]     |
| M. J. P. Rohilkhand University                                     | Bareilly        | d'État   | 1975      | [ 21 ]     |
| Mahamaya Technical University                                      | Noida           | d'État   | 2010      | [ 22 ]     |
| Mahatma Gandhi Kashi Vidyapeeth                                    | Varanasi        | d'État   | 1974      | [ 23 ]     |
| Manyavar Sri Kanshi Ram Ji Urdu, Arabi-Farsi University            | Lucknow         | d'État   | 2010      | [ 24 ]     |
| Université Narendra Dev d'agriculture et de technologie            | Faizabad        | d'État   | 1974      | [ 25 ]     |
| Université Sampurnanand de Sanskrit                                | Varanasi        | d'État   | 1958      | [ 26 ]     |
| Sardar Vallabhbhai Patel University of Agriculture and Technology  | Meerut          | d'État   | 2004      | [ 27 ]     |
| University of Lucknow                                              | Lucknow         | d'État   | 1921      | [ 28 ]     |
| Uttar Pradesh Rajarshi Tandon Open University                      | Allahabad       | d'État   | 2004      | [ 29 ]     |
| Veer Bahadur Singh Purvanchal University                           | Jaunpur         | d'État   | 1987      | [ 30 ]     |
| Bhatkhande Music Institute                                         | Lucknow         | Reconnue | 1926      | ,          |
| Central Institute of Higher Tibetan Studies                        | Varanasi        | Reconnue | 1967      | ,          |
| Dayalbagh Educational Institute                                    | Agra            | Reconnue | 1917      | ,          |
| Indian Institute of Information Technology, Allahabad              | Allahabad       | Reconnue | 1999      | ,          |
| Institut indien de recherche vétérinaire                           | Bareilly        | Reconnue | 1889      | ,          |
| Jaypee Institute of Information Technology                         | Noida           | Reconnue | 2001      | ,          |
| Nehru Gram Bharti University                                       | Allahabad       | Reconnue | 1962      | ,          |
| Sam Higginbottom Institute of Agriculture, Technology and Sciences | Allahabad       | Reconnue | 1910      | ,          |
| Santosh University                                                 | Ghaziabad       | Reconnue | 1995      | ,          |
| Shobit Institute of Engineering & Technology                       | Meerut          | Reconnue | 2006      | ,          |
| Amity University                                                   | Noida           | Privée   | 2005      | [ 51 ]     |
| Babu Banarasi Das University                                       | Lucknow         | Privée   | 2010      | [ 52 ]     |
| Galgotias University                                               | Greater Noida   | Privée   | 2011      | [ 53 ]     |
| GLA University                                                     | Mathura         | Privée   | 2010      | [ 54 ]     |
| IFTM University                                                    | Moradabad       | Privée   | 2010      | [ 55 ]     |
| Integral University                                                | Lucknow         | Privée   | 2004      | [ 56 ]     |
| Invertis University                                                | Bareilly        | Privée   | 2010      | [ 57 ]     |
| Université Jagadguru Rambhadracharya pour les handicapés           | Chitrakoot Dham | Privée   | 2001      | [ 58 ]     |
| Mangalayatan University                                            | Aligarh         | Privée   | 2006      | [ 59 ]     |
| Mohammad Ali Jauhar University                                     | Rampur          | Privée   | 2006      | [ 60 ]     |
| Noida International University                                     | Greater Noida   | Privée   | 2010      | [ 61 ]     |
| Sharda University                                                  | Greater Noida   | Privée   | 2009      | [ 62 ]     |
| Swami Vivekanand Subharti University                               | Meerut          | Privée   | 2008      | [ 63 ]     |
| Shri Venkateshwara University                                      | Gajraula        | Privée   | 2010      | [ 64 ]     |
| Teerthanker Mahaveer University                                    | Moradabad       | PRIVATE  | 2008      | [ 65 ]     |

## Collèges
PGS National College Of Law, Mathura Affilicated By [[Dr. BR Ambedekar University]], Agra
venkateshwara group of institutions , B.Ed College Affilicated By Shri Venkateshwara University